# Пајн Хилс (Калифорнија)
Пајн Хилс (енгл. Pine Hills) насељено је место без административног статуса у америчкој савезној држави Калифорнија.

## Демографија
По попису из 2010. године број становника је 3.131, што је 23 (0,7%) становника више него 2000. године.
| Група             | 2000.         | 2010.         |
| Белци             | 2.715 (87,4%) | 2.562 (81,8%) |
| Афроамериканци    | 17 (0,5%)     | 22 (0,7%)     |
| Азијати           | 50 (1,6%)     | 116 (3,7%)    |
| Хиспаноамериканци | 143 (4,6%)    | 220 (7,0%)    |
| Укупно            | 3.108         | 3.131         |